# Divisões do Quénia

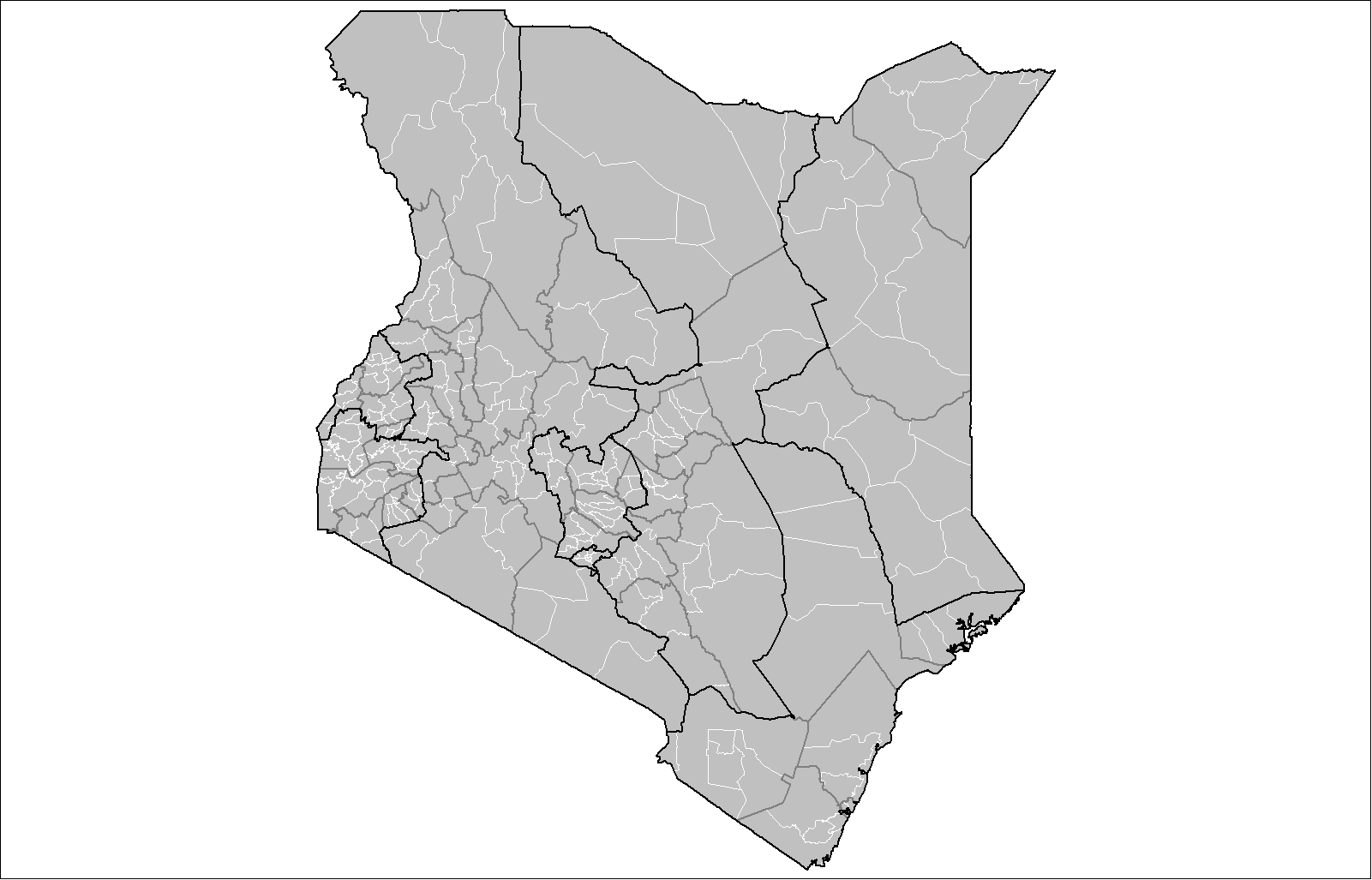
Divisões do Quénia.

Divisão é uma das divisões administrativas do Quénia. Os distritos do Quénia são divididos em 262 divisões (tarafa). Divisões do Quénia são ainda subdivididas em locais. As divisões estão listadas abaixo, por distrito:

## Baringo
- Kabarnet
- Kabartonjo
- Marigat
- Mochongoi
- Mogotio
- Nginyang
- Ravine
- Tenges

## Bomet
- Bomet
- Chepalungu
- Konoin

## Bungoma
- Cheptaisi
- Kanduyi
- Kapsokwony
- Kimilili
- Mt.elgon Forest
- Sirisia
- Tongareni
- Webuye

## Busia, Kenya|Busia
- Amagoro
- Amukura
- Budalangi
- Butula
- Funyula
- Nambale

## Garissa
- Bura
- C_garissa
- Dadaab
- Hulugho
- Jarajila
- Liboi
- Masalani
- Mbalambala
- Modogashe

## Homa Bay
- Kendu Bay
- Mbita
- Ndhiwa
- Oyugis
- Rangwe

## Ijara
- Hulugho
- Ijara
- Masalani
- Sangailu

## Isiolo
- Central Isiolo
- Garba Tulla
- Merti
- Sericho

## Kajiado
- Central Kajiado
- Loitokitok
- Magadi
- Ngong

## Kakamega
- Butere
- Ikolomani
- Khwisero
- Lugari
- Lurambi
- Malava/kabras
- Mumias
- Shinyalu

## Kericho
- Belgut
- Buret
- Kipkelion
- Londiani

## Kiambu
- Gatundu
- Githunguri
- Kiambaa
- Kikuyu
- Lari
- Limuru
- Thika

## Kilifi
- Bahari
- Ganze
- Kaloleni
- Malindi

## Kirinyaga
- Gichugu
- kirinyaga central
- Mwea
- Ndia

## Kisii |Kisii Central
- Bosongo
- Irianyi
- Kisii Município
- Marani
- Masaba
- Nyamache
- Ogembo
- Suneka

## Kisumu
- Lower Nyakach
- Maseno
- Muhoroni
- Nyando
- Upper Nyakach
- Winam

## Kitui
- Central Kitui
- Kwa-vonza
- Kyuso
- Mutito
- Mutomo
- Mwingi

## Kwale
- Kinango
- Kubo
- Matuga
- Matuga
- Msambweni

## Laikipia
- Cetral Laikipia
- Mukogondo
- Ng'arua
- Rumuruti

## Lamu
- Amu
- Faza
- Kiunga
- Mpeketoni
- Witu

## Machakos
- Central Machakos
- Kangundo
- Kathiani
- Masinga
- Mwala
- Yatta

## Makueni
- Kibwezi
- Kilome
- Makueni
- Mbooni
- Tsavo West National Park

## Mandera
- Banissa
- Central Mandera
- Elwak
- Fino
- Rhamu
- Tabaka

## Marsabit
- Central Marsabit
- Laisamis
- Loiyangalani
- Moyale
- North Horr
- Sololo

## Meru Central
- Central Imenti
- Igembe
- Meru National Park
- Mount Kenya Forest
- North Imenti
- Ntonyiri
- South Imenti
- Tigania
- Timau

## Migori
- Kehancha
- Migori
- Nyatike
- Rongo

## Mombasa
- Changamwe
- Kisauni
- Likoni

## Murang'a
- Gatanga
- Kandara
- Kangema
- Kigumo
- Kiharu
- Makuyu

## Nairobi
- Central Nairobi
- Dagoretti
- Embakasi
- Kasarani
- Kibera
- Makadara
- Parklands/westlands
- Pumwani

## Nakuru
- Bahati
- Gilgil
- Mbogoini
- Molo
- Naivasha
- Municipality_nakuru
- Njoro
- Olenguruone
- Rongai

## Nandi
- Aldai
- Kapsabet
- Kilibwoni
- Mosop
- Tindiret

## Narok
- Kilgoris
- Lolgorian
- Mau
- Olokurto
- Osupuko

## Nyamira
- Borabu
- Ekerenyo
- Magombo
- Nyamira

## Nyandarua
- Kinangop
- Kipipiri
- Ndaragwa
- Ol Joro Orok
- Ol-kalou

## Nyeri
- Aberdare Forest/National Park
- Kieni East
- Kieni West
- Mathira
- Mount Kenya Forest/National Park
- Mukurweini
- Nyeri Municipality
- Othaya
- Tetu

## Rachuonyo
- West Karachuonyo
- East Karachuonyo
- Asipul
- Kabondo

## Samburu
- Baragoi
- Lorroki
- Wamba
- Waso

## Siaya
- Bondo
- Boro
- Rarieda
- Ugunja
- Ukwala
- Yala

## Taita-Taveta
- Mwatate
- Taveta
- Tsavo East National Park
- Tsavo West National Park
- Voi
- Wundanyi

## Tana River
- Bura
- Galole
- Garsen
- Madogo

## Trans Nzoia
- Cherangani
- Kwanza
- Saboti

## Turkana
- Central(kalokol)
- Kakuma
- Katilu
- Kibish
- Lake Turkana
- Lokitaung
- Lokori
- Turkwel

## Uasin Gishu
- Ainabkoi
- Kesses
- Moiben
- Soy

## Vihiga
- Emuhaya
- Hamisi
- Sabatia
- Vihiga

## Wajir
- Buna
- Bute
- Central Wajir
- Griftu
- Habaswein
- Wajir-bor

## West Pokot
- Alale
- Chepareria
- Kacheliba
- Kapenguria
- Sigor

As divisões são subdivididas em aproximadamente 1.088 "localidades" (mtaa) e depois "sub-localidades" (kata ndogo). Uma província é administrada por um Comissário Provincial (PC).
Autoridades locais do Quênia a maioria não seguem fronteiras comuns com divisões. Elas são classificadas como Cidade, Município, Vila ou Concelhos de Região.
Um terceiro tipo de classificação são discretos constituencies (seção eleitoral). Elas são ainda subdivididas em wards.